# هنري تومسون (سياسي نيوزلندي)
هنري تومسون (بالإنجليزية: Henry Thomson)‏ هو سياسي نيوزلندي، ولد في 1828 في المملكة المتحدة، وتوفي في 13 سبتمبر 1903 في كرايستشرش في نيوزيلندا. انتخب عضو مجلس النواب النيوزيلندي.